# Solignac

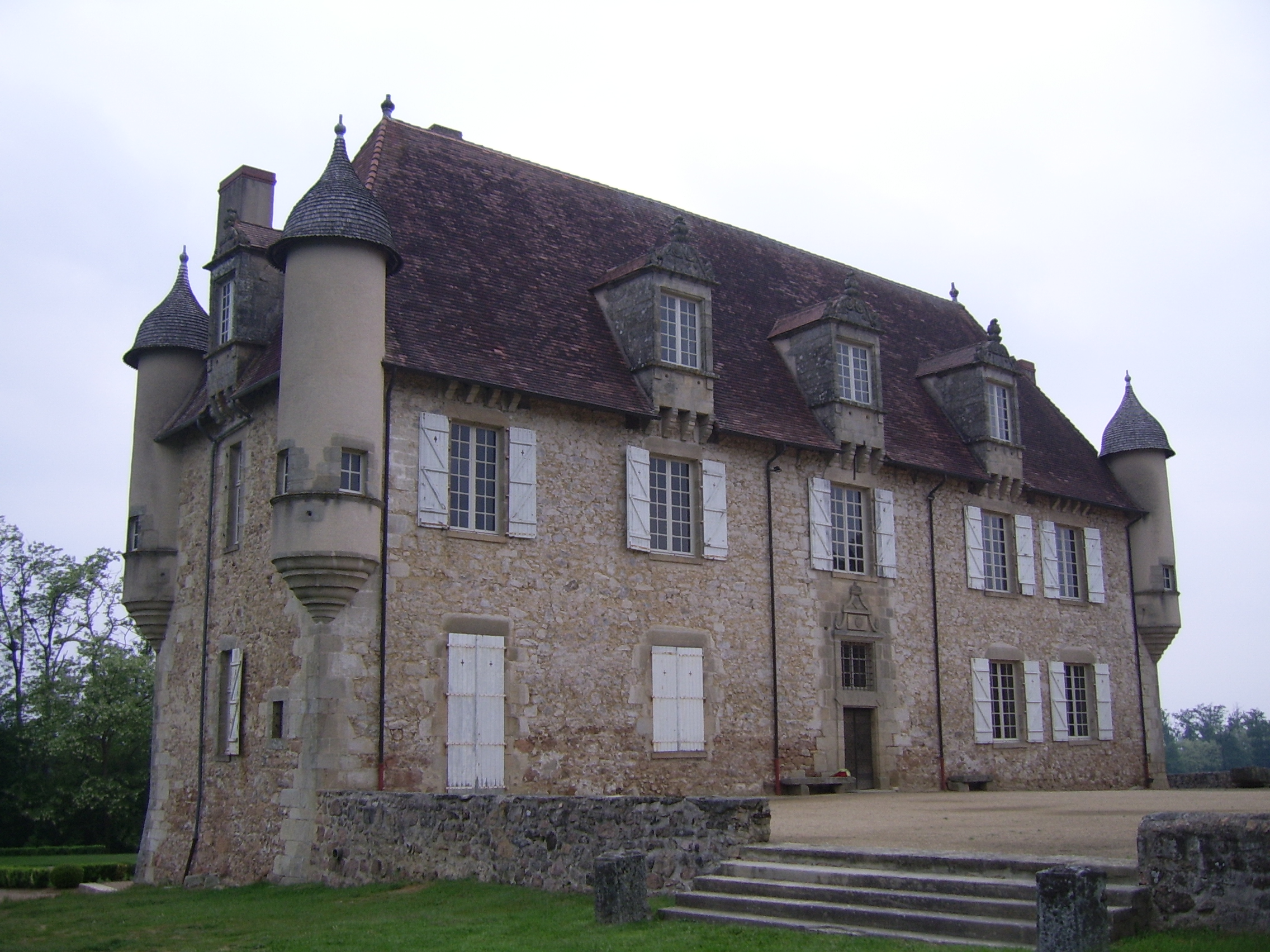
Zabytkowy Zamek Borie (2007)

Solignac – miejscowość i gmina we Francji, w regionie Nowa Akwitania, w departamencie Haute-Vienne.
Według danych na rok 1990 gminę zamieszkiwało 1345 osób, a gęstość zaludnienia wynosiła 81 osób/km² (wśród 747 gmin Limousin Solignac plasuje się na 84. miejscu pod względem liczby ludności, natomiast pod względem powierzchni na miejscu 409.).

## Populacja

Populacja Solignac w latach 1962–2008

## Współpraca
Miejscowość partnerska:
- Stavelot, Belgia